# Langelier (métro de Montréal)
Pour les articles homonymes, voir Langelier.

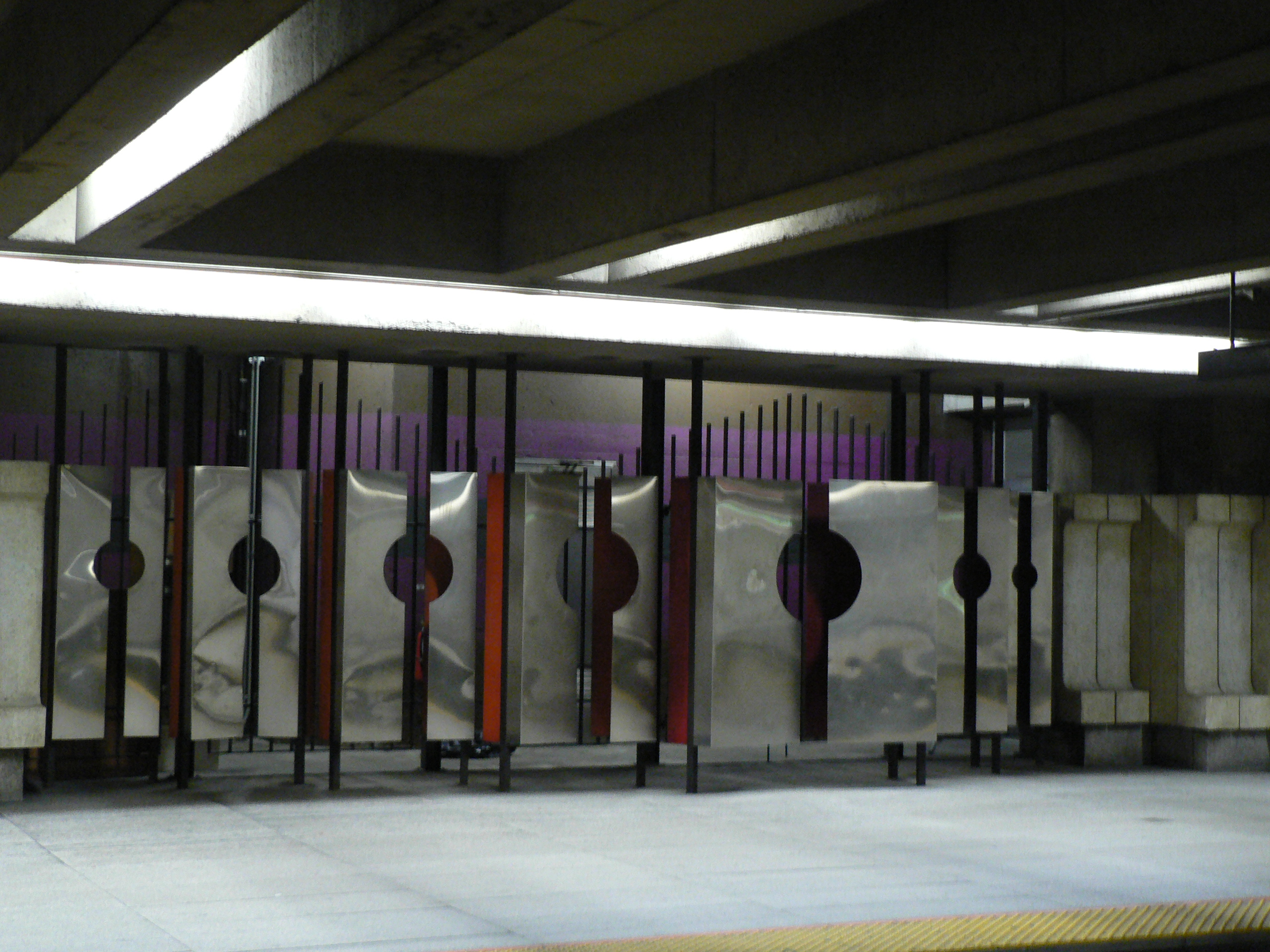
Œuvre de Charles Daudelin

Langelier est une station sur la ligne verte du métro de Montréal située dans l'arrondissement Mercier–Hochelaga-Maisonneuve. Elle fut inaugurée le 6 juin 1976, lors du prolongement de la ligne verte jusqu'à Honoré-Beaugrand.

## Origine du nom
La station a été nommée en l'honneur de Sir François Langelier (1838 - 1915) qui était un juriste, homme politique canadien, et lieutenant-gouverneur du Québec.

## Œuvre d'art
La station comporte une œuvre d'art séparée en deux parties situées sur chaque quais. Elle fut créée par Charles Daudelin en 1976.

### Description
Des caissons en acier inoxydable colorés en plusieurs couleurs, des ouvertures circulaires permettent d’admirer le coloris spectral à l’intérieur. Outre leur fonction ornementale, ces grilles sculpturales permettent de dissimuler des puits de ventilation.

## Lignes d'autobus
| Numéros | Noms                     | Service          |
| ------- | ------------------------ | ---------------- |
| 33      | Langelier                | De Jour          |
| 185     | Sherbrooke               | De Jour          |
| 197     | Rosemont                 | De Jour          |
| 364     | Sherbrooke/Joseph-Renaud | De Nuit          |
| 370     | Rosemont                 | De Nuit          |
| 811     | Navette Services-Santé   | Heures de pointe |
| 822     | Navette Longue-Pointe    | Heures de pointe |

## Édicules
- Édicule Sherbrooke Nord: 6595, rue Sherbrooke Est. Cet édicule comporte deux sorties. Une vers la rue Sherbrooke et l'autre vers la Rue Langelier.
- Édicule Sherbrooke Sud: 6610, rue Sherbrooke Est. Cet édicule comporte deux sorties. Une vers la rue Sherbrooke et l'autre vers la Rue Langelier.
- Édicule Langelier Ouest: 3355, boulevard Langelier. Cet édicule comporte une seule sortie vers la Rue Sherbrooke et le centre commercial Langelier. Une station de BiXi, des vélos en libre-service, se trouve à proximité.

## Principales intersections à proximité
- boulevard Langelier / rue Sherbrooke

## Centres d'intérêt à proximité
- Centre commercial Domaine
- Centre d'emploi du Canada
- Église catholique St-Donat
- Parc St-Donat
- Aréna St-Donat
- bibliothèque Langelier
- École St-Donat
- École Mgr Harold-Doran
- Repos St-François d’Assises